# 跳堂村
跳堂村是一个位于中国河南省南乐县近德固乡的行政村。常住人口两千多人，全部为汉族。跳堂主要的姓氏有黄、吉、郭、袁、杨等。主要以农业作为主要的经济来源，粮食作物有小麦、玉米、高粱、谷子、红薯等，经济作物有花生、棉花等。跳堂的家庭养殖业也有一定程度的发展，主要养殖猪、鸡等家畜、家禽。而近年则逐渐发展起木材加工为主的工业。

## 名称的由来
传说最初只有一个庙堂，村民移庙堂南侧而居。后来庙堂搬迁至村南，遂得名“跳堂”。